# 43e brigade d'infanterie (Empire allemand)
Pour les articles homonymes, voir 43e brigade.
La 43e brigade d'infanterie est une grande unité de l'armée prussienne.

## Histoire
La 43e brigade d'infanterie est créée à Cassel après la guerre entre la Prusse et l'Autriche du 11 octobre 1866 et appartient à la 22e division d'infanterie du 11e corps d'armée. Avec la mobilisation du 2 août 1914, la brigade doit créer le 43e bataillon de remplacement de brigade.
Au début de la guerre, ils sont affectés
- 32e régiment d'infanterie
- 83e régiment d'infanterie

Le 29 mai 1918, l'unité est réorganisée. Elle comprend :
- 82e régiment d'infanterie (de)
- 83e régiment d'infanterie
- 167e régiment d'Infanterie
- 6e escadron du 6e régiment de cuirassiers

### Guerre franco-prussienne
Dans la guerre contre la France, la brigade participe sous la direction du colonel Hermann von Kontzki aux batailles de Wörth et de Sedan, ainsi qu'au siège de Paris du 19 septembre au 6 octobre 1870. Viennent ensuite les batailles d'Artenay, Orléans, Châteaudun, Chartres, Courville-sur-Eure et Châteauneuf-en-Thymerais. Le 2 décembre 1870, la brigade participe à la bataille de Loigny et de Poupry puis à la bataille d'Orléans et de Beaugency. Après la bataille de La Fourche, la grande unité participe à la bataille du Mans du 10 au 12 janvier 1871, suivie des batailles de Ballon, Beaumont-sur-Sarthe et Alençon jusqu'au 15 janvier 1871.

### Première Guerre mondiale
Au début de la guerre, la brigade avance en collaboration avec la 22e division d'infanterie, entre en Belgique neutre et participe à la prise de la forteresse stratégiquement importante de Namur. L'unité est ensuite transférée en Prusse-Orientale et participe aux batailles défensives contre l' armée russe lors de la bataille des lacs de Mazurie. En conséquence, la brigade est impliquée dans les batailles d'Opatów, Iwangorod, Kutno et Łódź sur le front de l'Est.

### Commandants
| Nom                               | Date                               |
| --------------------------------- | ---------------------------------- |
| Leonhard von Selchow (de)         | 30 octobre 1866                    |
| Hermann von Kontzki               | 18 juillet 1870                    |
| Karl von Roehl (de)               | 10 décembre 1873                   |
| Adolf von Hertzberg               | 25 septembre 1877                  |
| Ferdinand von Sannow              | 18 janvier 1878                    |
| Heinrich von Olszweski            | 14 janvier 1879                    |
| Arwed von Fischer (de)            | 12 mars 1881                       |
| Albert von Baczko (de)            | 15 octobre 1885                    |
| Oskar von Collas (de)             | 14 février 1888                    |
| Hugo von Seyfried                 | 19 septembre 1888                  |
| Heinrich von Goßler               | 14 février 1891                    |
| Carl von Schmidt                  | 1er octobre 1891                   |
| Franz von Pfuhlstein              | 22 mars 1895                       |
| Friedrich de La Motte-Fouqué (de) | 20 juillet 1897                    |
| Karl von Barton gen. Stedmann     | 20 juillet 1898                    |
| Karl von Hochwächter (de)         | 16 août 1899                       |
| Otto Creilinger (de)              | 2 mars 1903                        |
| August Mathy                      | 10 avril 1906                      |
| Otto von Below                    | 24 mars 1909                       |
| Hans von Leyser (de)              | 2 avril 1911                       |
| Walter von Hülsen (de)            | 4 juillet 1914                     |
| Ernest de Saxe-Meiningen          | 31 juillet 1916                    |
| Hans von Wolff (de)               | 2 novembre 1917                    |
| Hans von Feldmann (de)            | 25 février 1918                    |
| Wilhelm Dietze (de)               | 25 octobre 1918                    |
| Georg von Wodtke                  | 5 février 1919 au 14 décembre 1919 |